# Dorstenia turnerifolia
Dorstenia turnerifolia är en mullbärsväxtart som beskrevs av Fisch. och Mey.. Dorstenia turnerifolia ingår i släktet Dorstenia och familjen mullbärsväxter. Inga underarter finns listade i Catalogue of Life.

## Bildgalleri

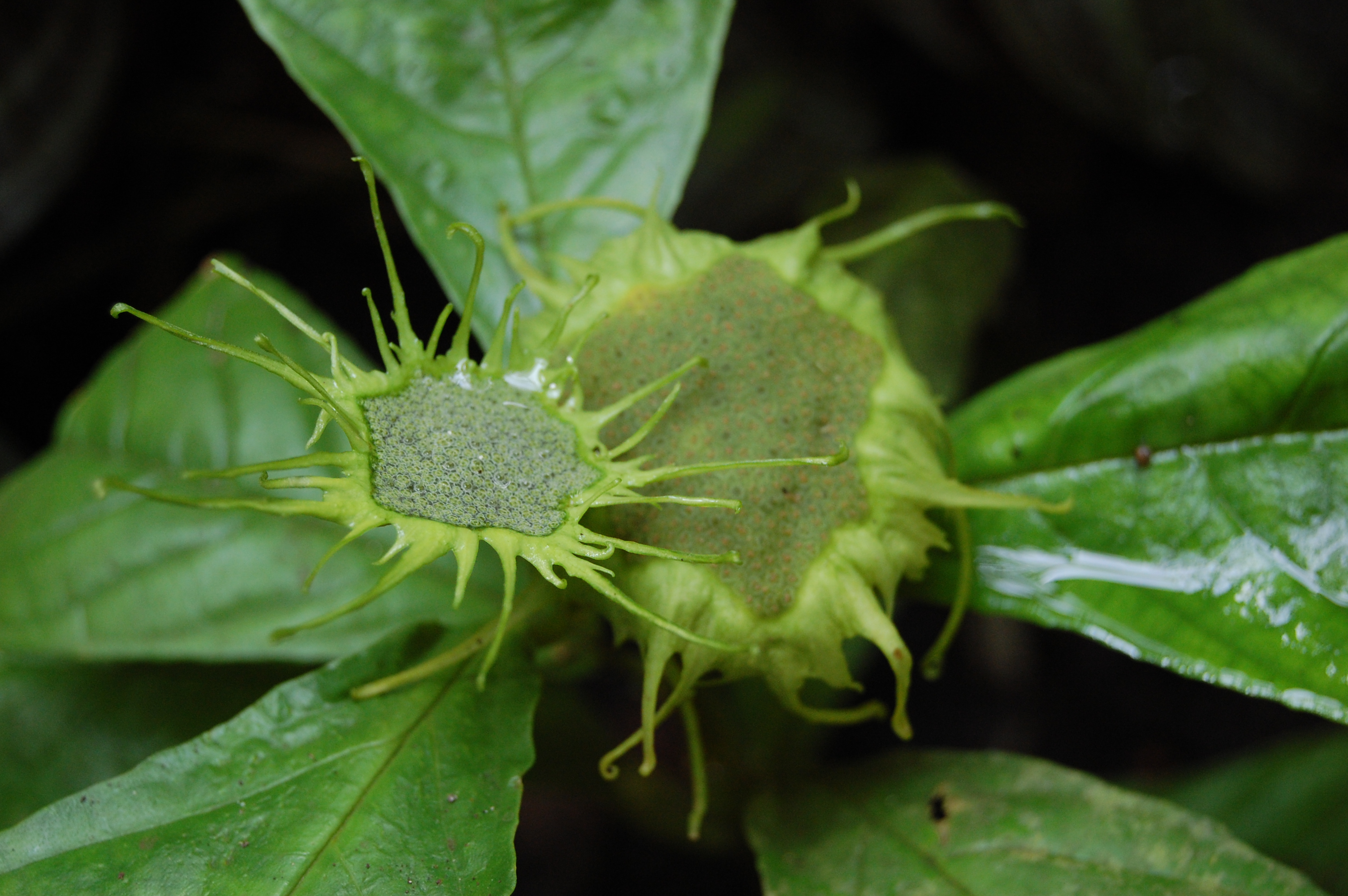